# Harald Seeger
Harald Seeger (1 d'abril de 1922 - 18 de maig de 2015) va ser un futbolista i entrenador de futbol de l'Alemanya de l'Est.